# HD 28867
HD 28867，又名BD+17 750，SAO 94002、HR 1442，是一颗恒星，视星等为6.25，位于銀經179.34，銀緯-19.76，其B1900.0坐标为赤經4h 27m 45.5s，赤緯+17° -19.76′ 20″。